# (34176) Balamurugan
2000 QT39 (asteroide 34176) é um asteroide da cintura principal. Possui uma excentricidade de 0.09771170 e uma inclinação de 7.89222º.
Este asteroide foi descoberto no dia 24 de agosto de 2000 por LINEAR em Socorro.